# Arabska pisava
Arabska pisava (arabsko الأَبْجَدِيَّة العَرَبِيَّة al-abjadīyah al-ʻarabīyah ali الحُرُوف العَرَبِيَّة al-ḥurūf al-ʻarabīyah) ali Arabsko abdžad, je pisava, s katero se zapisuje arabščina; zaradi zgodovinskega vpliva Arabcev pa tudi marsikateri jezik, zlasti muslimanskih narodov, npr. perzijščina, urdujščina idr. Ti jeziki so dodali nekaj dodatnih znakov, ki ustrezajo njihovi fonetiki. Obstaja več slogov (kaligrafij) zapisa arabskih besed (npr. nastalik, thulthi, kufi), ki se lahko po videzu kar precej razlikujejo med seboj, vendar so osnove oblik črk pri vseh enake. 

## Zgodovina
Sledovi arabske pisave vodijo do pisave, s katero se je zapisovalo nabatejsko narečje aramejščine, le ta pa izhaja iz feničanske pisave, iz katere izhaja tudi grška abeceda. Najstarejši znan zapis v arabski pisavi izvira iz poznega četrtega stoletja in je bil najden v Džabal Ramu, približno 50 km vzhodno od današnjega jordanskega pristanišča Akaba. Najstarejše znano datirano besedilo je trojezični zapis iz sirskega Zebeda, datiran z letnico 512. Iz predislamskega obdobja je sicer ohranjenih le 5 besedil, za nekaj pa lahko domnevamo, da so nastala v tem času. Ker ima aramejščina manj fonemov od arabščine, je bilo prvotno potrebno s 15 aramejskimi črkami zapisati 28 arabskih glasov, zato so se sčasoma nad ali pod nekaterimi črkami začele pojavljati pičice. Najstarejši ohranjen dokument, kjer so zagotovo uporabljane pikice, je papirus (to je hkrati tudi najstarejši ohranjen papirus z besedilom v arabščini), datiran z aprilom 643, čeprav lahko najdemo uporabo brez pikic tudi v poznejših dokumentih. Hamza in znamenja za samoglasnike so se pojavila nekje na polovici 6. stoletja, približno takrat, ko se je vokalizacija pojavila v sirščini in hebrejščini. Prvi tovrsten poskus je uzakonil omajadski guverner Iraka Hadžadž ibn Jusuf, kar pa je prineslo le zmešnjavo s pikami za razločevanje črk. Zato so približno stoletje pozneje uvedli moderni sistem zapisa, ki ga je leta 768 dokončal al Farahidi.

## Zgradba
Arabsko abecedo sestavlja 28 osnovnih črk, ki se zapisujejo od desne proti levi. Razlike med tiskanimi in pisanimi črkami ni, ravno tako ne poznajo velikih in malih začetnic. V splošnem ima vsaka črka štiri možne oblike, odvisno ali se črka pojavi na začetku, na sredini, na koncu besede ali stoji samostojno. Nekatere črke nimajo začetne in srednje oblike, v teh primerih jih nadomestimo s samostojno (namesto začetne) oz. končno obliko (namesto srednje). V takšnih primerih se te »nadomestne« oblike črk ne povežejo z naslednjimi črkami. Če takšnih črk ni, so črke v besedi povezane tako v ročno pisanih kot v tiskanih besedilih. In če v besedi ni črk brez začetne in srednje oblike, je besedo možno zapisati v eni potezi, ne da bi bilo treba dvigniti pisalo. Izjema so seveda pičice nad ali pod nekaterimi črkami.
Arabska pisava spada pod »nečisti« abdžad, saj se kratki samoglasniki ne zapisujejo, medtem ko dolgi se. Bralec mora tako poznati jezik, da lahko ugane in vstavi manjkajoče samoglasnike. V nekaterih izdajah Korana in v didaktičnih besedilih se tako uporabljajo dodatna diakritična znamenja.

## Predstavitev
Obstaja vsaj pol ducata standardov za prepis arabske pisave v latinico oz. druge pisave, vsak ima svoje prednosti in slabosti, vendar vsem nekako uspeva narediti besedilo dosegljivejše tistim, ki ne znajo brati arabščine. Dva izmed njih sta ameriški vojaški standard SATTS (Standard Arabic Technical Transliteration System) in DIN-31635. Upoštevati je še treba, da se zaradi regionalnih razlik arabščine lahko izgovarjava nekaterih črk razlikuje od regije do regije.

#### Tabela osnovnih črk
| Ime              | Transliteracija | Vrednost po (IPA)                              | Kontekstualne oblike | Kontekstualne oblike | Kontekstualne oblike | Osamelci |
| Ime              | Transliteracija | Vrednost po (IPA)                              | Finalna              | Medialna             | Inicialna            | Osamelci |
| ---------------- | --- | ---------------------------------------------- | -------------------- | -------------------- | -------------------- | -------- |
| alif             | ā / [ ’ ] Napaka: {{Transl}}: transliteration text not Latin script (pos $1) (pomoč) (tudi [ ʾ ] Napaka: {{Transl}}: transliteration text not Latin script (pos $1) (pomoč) | razne, vključno z /aː/ [a]                     | ـا                   | ـا                   | ا                    | ا        |
| bā’              | b | b (včasih p v sposojenkah)[b]                  | ـب                   | ـبـ                  | بـ                   | ب        |
| tā’              | t | t                                              | ـت                   | ـتـ                  | تـ                   | ت        |
| thā’             | th (tudi ṯ ) | θ                                              | ـث                   | ـثـ                  | ثـ                   | ث        |
| jīm              | j (tudi ǧ, g ) | d͡ʒ[c]                                          | ـج                   | ـجـ                  | جـ                   | ج        |
| ḥā’              | ḥ | ħ                                              | ـح                   | ـحـ                  | حـ                   | ح        |
| khā’             | kh (tudi ḫ, ḵ ) | x                                              | ـخ                   | ـخـ                  | خـ                   | خ        |
| dāl              | d | d                                              | ـد                   | ـد                   | د                    | د        |
| dhāl             | dh (tudi ḏ ) | ð                                              | ـذ                   | ـذ                   | ذ                    | ذ        |
| rā’              | r | r                                              | ـر                   | ـر                   | ر                    | ر        |
| zayn / zāy / zā’ | z | z                                              | ـز                   | ـز                   | ز                    | ز        |
| sīn              | s | s                                              | ـس                   | ـسـ                  | سـ                   | س        |
| shīn             | sh (tudi š ) | ʃ                                              | ـش                   | ـشـ                  | شـ                   | ش        |
| ṣād              | ṣ | sˤ                                             | ـص                   | ـصـ                  | صـ                   | ص        |
| ḍād              | ḍ | dˤ                                             | ـض                   | ـضـ                  | ضـ                   | ض        |
| ṭā’              | ṭ | tˤ                                             | ـط                   | ـطـ                  | طـ                   | ط        |
| ẓā’              | ẓ | ðˤ                                             | ـظ                   | ـظـ                  | ظـ                   | ظ        |
| ‘ayn             | [ ‘ ] Napaka: {{Transl}}: transliteration text not Latin script (pos $1) (pomoč) (tudi [ ʿ ] Napaka: {{Transl}}: transliteration text not Latin script (pos $1) (pomoč)     | ʕ                                              | ـع                   | ـعـ                  | عـ                   | ع        |
| ghayn            | gh (tudi ġ, ḡ ) | ɣ (včasih ɡ v sposojenkah)[b]                  | ـغ                   | ـغـ                  | غـ                   | غ        |
| fā’              | f | f (včasih v v sposojenkah)[b]                  | ـف                   | ـفـ                  | فـ                   | ف [d]    |
| qāf              | q | q (včasih ɡ v sposojenkah)[b]                  | ـق                   | ـقـ                  | قـ                   | ق [d]    |
| kāf              | k | k (včasih ɡ v sposojenkah)[b]                  | ـك                   | ـكـ                  | كـ                   | ك        |
| lām              | l | l                                              | ـل                   | ـلـ                  | لـ                   | ل        |
| mīm              | m | m                                              | ـم                   | ـمـ                  | مـ                   | م        |
| nūn              | n | n                                              | ـن                   | ـنـ                  | نـ                   | ن        |
| hā’              | h | h                                              | ـه                   | ـهـ                  | هـ                   | ه        |
| wāw              | w / ū / aw | w, /uː/, /aw/, včasih u, o in oː v sposojenkah | ـو                   | ـو                   | و                    | و        |
| yā’              | y / ī / ay | j, /iː/, /aj/, včasih i, e in eː v sposojenkah | ـي                   | ـيـ                  | يـ                   | ي [d]    |

## Samoglasniki
V arabščini se kratki samoglasniki v splošnem ne zapisujejo, izjema sta Koran in didaktična besedila, ki so znana tudi pod izrazom vokalizirana besedila. Kratki samoglasniki so ponekod na mestih, kjer bi beseda bila dvoumna ali se je ne bi dalo uganiti iz konteksta, označeni, največkrat z diakritičnimi znamenji.
Kratke samoglasnike lahko zapišemo z diakritičnimi znamenji nad ali pod soglasnik, ki v zlogu stoji pred njim (v arabščini pred vsak tako kratek kot dolg samoglasnik sledi soglasniku, tudi v besedah kot Ali ali alif na začetku besede stoji soglasnik ʾ).
Dolgi »a«, ki sledi kateremukoli soglasniku z izjemo hamze, se zapiše z znamenjem za kratki »a« nad predhodnim soglasnikom, temu pa sledi alif. Dolgi »i« se zapiše z znamenjem za kratki »i« nad soglasnikom, ki mu sledi ja, dolgi »u« pa se sestoji iz znaka za kratki »u« nad soglasnikom, ki mu sledi waw. Dolgi »a« za hamzo se zapiše kot alif-mada ali kot lebdečo hamzo, ki ji sledi alif.
V nevokaliziranih besedilih (kjer kratki samoglasniki niso označeni) dolge samoglasnike predstavljajo kar soglasniki (alif, ja, waw). Dolgi samoglasniki zapisani sredi besede se obravnavajo kot soglasniki, ki jim sledi sukun v besedilu z diakritičnimi znamenji.
V spodnji tabeli so podana diakritična znamenja nad črko dal, tako, da je kombinacije črk in znakov pravzaprav treba brati kot da, de, du itd. Dal je črka, ki se ne povezuje na levo in je tu uporabljena predvsem zaradi jasnosti. Večina ostalih črk se povezuje z alif, waw in ja.
| Samoglasnik | Ime                | Prepis | MFA |
| ----------- | ------------------ | ------ | --- |
| د           | fatha              | a      | a   |
| د           | kasra              | i      | i   |
| د           | dama               | u      | u   |
| دَ‌ا          | fatha alif         | ā      | aː  |
| دَ‌ى          | fatha alif maksura | ā/aỳ   | aː  |
| دِ‌ي          | kasra ja           | ī/iy   | iː  |
| دُ‌و          | dama waw           | ū/uw   | uː  |

## Ostali simboli in znamenja

### Šada
ّ šada označuje podvojitev soglasnika, kasra (kadar je prisotna) se prestavi med šado in podvojen soglasnik

### Sukūn
Arabski zlog je lahko odprt (konča se s samoglasnikom) ali zaprt (konča se s soglasnikom). Kadar je zaprt, lahko nakažemo, da soglasniku, ki ga zapira, ne sledi samoglasnik, s tem, da ga označimo s sukunom (po navadi ima obliko »°«), s čimer se (še posebno, kadar besedilo ni vokalizirano) izognemo dvoumnostim. Beseda qalb (ki pomeni srce) se npr. zapiše s soglasniki' 'qlb, bi se tako lahko prebrala tudi kot qalaba, vendar je s sukunom nad l in b lahko samo qalb. Z arabsko pisavo se to zapiše قلْبْ.
Sukun srečamo tudi v vokaliziranih besedilih, zlasti zato, ker praviloma (izjema je Koran) nihče ne piše samoglasniških diakritičnih znamenj nad vsemi soglasniki.
Sukun nikoli ne stoji nad zadnjo črko v besedi, tudi če se beseda ne konča s samoglasnikom.

## Arabske številke
V nasprotju s črkami se številke zapisujejo od leve proti desni, torej tako kot na Slovenskem. Arabci uporabljajo desetiški številski sistem, ki so ga dobili iz Indije a sami so iznajdli arabske številke, ki jih prenesli dalje v Evropo. 
| Arabske številke | Indiske številke (uporab v arab.državah) | Indiske številke v Iranu in Pakistanu |
| 0                | ٠                                        | ۰                                     |
| 1                | ١                                        | ۱                                     |
| 2                | ٢                                        | ۲                                     |
| 3                | ٣                                        | ۳                                     |
| 4                | ٤                                        | ۴                                     |
| 5                | ٥                                        | ۵                                     |
| 6                | ٦                                        | ۶                                     |
| 7                | ٧                                        | ۷                                     |
| 8                | ٨                                        | ۸                                     |
| 9                | ٩                                        | ۹                                     |

Številke je mogoče zapisovati tudi s črkami, vendar danes na to naletimo zelo redko. Zapis temelji na starem in danes že spremenjenem vrstnem redu črk - abdžadu: أ ب ج د ه و ز ح ط ي ك ل م ن س ع ف ص ق ر ش ت ث خ ذ ض ظ غ (v Magrebu in zahodni Afriki se vrstni red nekoliko razlikuje). أ (alif) je enak 1, ب (ba) je 2, ج (džim) je 3 in tako dalje do ي (ja), ki je enak 10, ك (kaf) je 20, ل (lam) je 30, ... ر (ra) je 200, ..., غ (ghajn) je 1000.

### Tipkovnice
Tipkovnice se od države do države razlikujejo, tako da recimo poznavanje iranske tipkovnice ne pomaga pri rabi ti9pkovnice za Savdsko Arabijo. Razlike so lahko tudi v uporabi ne-abecednih znakov.
Na vseh tipkovnicah za arabsko abecedo je mogoče tipkati tudi v latinici, na primer, če je treba vnesti  URL v spletni brskalnik. Vsaka taka tipkovnica ima tako na tipkah oznako za znak v Arabščini in v latinici. Latinski znaki na arabski tipkovnici imajo običajno razpored QWERTY, vendar v Severni Afriki, kjer je francoščina najpogostejši  razlog za uporabo latinice, arabske klaviature uporabljsjo razpored AZERTY.
Za kodiranje določene oblike znaka so v Unicode na voljo dodatne kodne točke, s katerimi je mogoče natančno navesti zaćeleno končno obliko. Območje Arabske predstavne predloge A(U+FB50 do U+FDFF) vsebuje ligature, Območje Arabske predstavne predloge B (U+FE70 do U+FEFF) vsebuje položajne variante. Te predloge pa so na listi za odstrel v Unicode, zato je bolje, da se jih opušča in da se namesto njih uporabljata  povezava nične širine  in ne-povezava. Predloge naj se na splošno uporabljajo le v programski opremi za prikazovanje besedil, kadar se Unicode rabi kot pretvornik med kodnimi nabori znakov, ali v primerih, ko gre za povratno združljivost z izvedbami, ki slonijo na trdo kodiranih oblikah pismenk.

## Drugi jeziki z arabsko pisavo
Med širjenjem islama so arabsko pisavo privzeli mnogi jeziki, ki so jo nekoliko prilagodili, da ustreza njihovim glasovnim sistemom. Najbolj značilen je glas P, ki ga arabščina ne pozna, v različnih jezikih pa se zapisuje različno. Prilagoditve pisave lahko razdelimo na tri skupine: indijski in turški jeziki se zgledujejo po perzijski prilagoditvi (učenjaki tej pisavi pravijo perzijsko arabska pisava), zahodnoafriški jeziki se zgledujejo po adžabiju, indonezijski pa po džaviju.
Danes se z arabsko pisavo zapisujejo naslednji jeziki:
- farsi in azerščina v Iranu
- pandžabščina (šahmukhi) v Pakistanu
- paštunščina in uzbeščina v Afganistanu
- urdu, kašmirščina, sindščina in belučijščina v Pakistanu in Indiji
- malajščina (džavi) v Bruneju
- kurdščina in turkmenščina v severnem Iraku (Kurdi v Turčiji danes uporabljajo latinico)
- komorščina na Komorih se danes uporablja skupaj z latinico, nobena od njiju ni uradna
- kirgiščina na Kitajskem
- ujgurščina in kazaščina v severozhodni Kitajski (Xinjiang), nekoč tudi v Kazahstanu
- hausa (adžami) za več namenov, predvsem za verske
- mandinka
- volof (oz. volofal)
- tamazight v Magrebu se je tradicionalno zapisoval z arabsko pisavo

V preteklosti so se z arabsko pisavo zapisovali tudi naslednji jeziki:
- afrikanščina
- albanščina
- azerščina v Azerbajdžanu (danes se zapisuje z latinico in cirilico)
- beloruščina (med avtohtonimi Tatari)
- berberščina v severni Afriki, še posebej tačelhit v Maroku; občasno še danes, skupaj s tifinaghom in tamazightom v latinici
- baškirščina med oktobrsko revolucijo in 1928
- bošnjaščina se je pisala s pisavo, ki jo imenujemo arabica
- čagataj v osrednji Aziji
- čečenščina med oktobrsko revolucijo in 1928
- kitajščina in dunganščina med muslimanskimi Huji
- fulani, znan tudi kot adžabi
- hebrejščina
- kirgiščina v Kirgiziji
- malajščina v Maleziji in Indoneziji
- mozarabščina med mavrsko vladavino v Španiji
- nubijščina
- poljščina (med avtohtonimi Tatari)
- sanskrt, ki je sicer bolj znan po zapisu v devanagariju
- svahili
- somalščina do uvedbe latinice leta 1972
- songaj v zahodni Afriki, še zlasti v Timbuktuju
- tatarščina do leta 1828, reforma v 80. letih 19. stoletja in 1918 (odstranjene nekatere črke)
- turščina v Otomanskem imperiju do Atatürkove reforme leta 1928, ki je uvedla latinico in precej spremenila tudi sam jezik
- turkmenščina v Turkmeniji
- uzbeščina v Uzbekistanu
- večina jezikov muslimanskih narodov nekdanje Sovjetske zveze med letoma 1918 in 1928 (ponekod že prej), ko so uvedli najprej latinico, nato pa cirilico

## Arabska pisava in računalništvo
Za zapis arabskih črk največkrat uporabljamo kodna nabora ISO8859-6 ali Unicode med 0x600 in 0x06FF. Pri obeh je vsaki črki dodeljena le ena številska koda, naloga programske opreme za prikaz pa je, da ugotovi pravo obliko in jo izpiše. Kadar želimo prikazati neko črko v točno določeni obliki (tak primer so tabele v tem članku), uporabimo del Unicode, ki je namenjen predstavitvenim oblikam za arabščino, to sta območji med 0xFB50 in 0xFDFF ter med 0xFE70 in 0xFEFF. To tudi pomeni, da pri sestavljanju arabskih besed ne moremo uporabiti kopiranja & lepljenja arabskih črk iz tabel v tem članku.
Pri uporabi Unicode so arabski znaki podani v logičnem zaporedju, tj. v pomnilnik so vneseni v takšnem vrstnem redu, v kakršnem se tudi sicer ročno zapisujejo na papir in izgovarjajo, programska oprema pa jih mora znati izpisati v pravilni smeri. Če so torej besede izpisane od leve proti desni, to nakazuje na zastarelost programov. Kako vse skupaj deluje pri preprostem urejanju, lahko preizkusite kar v peskovniku Wikipedije v arabščini.